# Meyrargueria rasini
Meyrargueria rasini is een slakkensoort uit de familie van de Hydrobiidae. De wetenschappelijke naam van de soort is voor het eerst geldig gepubliceerd in 2004 door Girardi.